# Paradorn Srichaphan
Paradorn Srichaphan, né le 14 juin 1979 à Khon Kaen, est un ancien joueur de tennis professionnel thaïlandais.
Simple et double confondu, il est le seul Thaïlandais à avoir été dans le top 10, que ce soit en WTA ou en  ATP.

## Carrière
Cadet d'une famille de trois enfants, il passe sa jeunesse à Bangkok. Il est entraîné par son père Chanachai Srichaphan qui l'a initié à ce sport vers l'âge de 5-6 ans. Il s'est marié, fin novembre 2007, à la Canadienne Natalie Glebova (Miss Univers 2005). Ils ont divorcé en 2011.
Paradorn, le sportif thaïlandais le plus populaire, a déjà obtenu des privilèges rares : un entretien avec le roi du pays, un passeport diplomatique et une exemption des obligations militaires.
Il parvient toujours à contrôler ses émotions pendant les matchs. Il a par exemple l'habitude de s'asseoir en position du lotus au pied de sa chaise ou en plein milieu du court après ses victoires.
De silhouette grande et lourde (1,85 m, 81 kg), Paradorn s'appuie sur son physique avantageux pour distiller son jeu d'attaquant de fond de court qui lui a déjà permis de terrasser plusieurs "pointures".
Grâce à ses très bons résultats sur le circuit, il est devenu le premier joueur asiatique de l'histoire du tennis à faire son entrée dans le top 10 et a permis à l'équipe de Thaïlande de Coupe Davis de disputer à quatre reprises (2002, 2003, 2004, 2006) les matchs de barrages de Coupe Davis pour monter dans le groupe mondial, sans succès toutefois.
Il restera dans le top 100 du 1er juillet 2002 au 13 juillet 2007 sans discontinuité, et dans le top 30 du 10 juillet 2002 au 31 janvier 2005. De même il est le seul joueur thaïlandais à avoir été dans le top 15 mondial entre le 1er juin 2003 et le 8 février 2004 sans interruption.

### Début de carrière
En 1999, il passe un tour à Wimbledon éliminé par Ievgueni Kafelnikov au second tour. Il passe un tour aussi éliminant Karol Kučera (14e tête de série) en Australie lors de l'Open d'Australie l'année suivante.

### 2002: Deux titres, nombreuses victoires
En 2002, lors du tournoi de Sydney  il élimine son premier top 10; Sébastien Grosjean .
À Delray Beach, il passe deux tours. Il bat Jan Vacek (5-7 6-4 6-4) et Nicolás Massú sur abandon après deux sets gagnés. Il est éliminé par Davide Sanguinetti (4-6 6-3 3-6). il passe encore une fois trois tours au tournoi du Queen's, battant Jonathan Erlich, André Sa et Todd Woodbridge. Mais ses meilleurs résultats sont une demi-finale à Tachkent, Mais surtout des quarts de finale à Madrid, où il élimine Gustavo Kuerten au premier tour sur un double 6-4.
À Roland Garros, il arrive au troisième tour, éliminant Raemon Sluiter et Thomas Enqvist avant d'être sorti du tournoi par Arnaud Di Pasquale. Mais c'est à Wimbledon qu'il se fait connaître, il vainc au premier tour Jack Brasington 6-4 6-3 3-6 5-7 6-4, puis il vient à bout de la troisième tête de série Andre Agassi 6-4 7-6 6-2. Il sera éliminé par la suite par Richard Krajicek 6-4 6-2.
Il obtient deux titres cette même année en août, lors du tournoi de  Long Island; Il élimine Fernando Meligeni (6-1 6-3), Nicolás Lapentti (7-6 7-5), puis il vainc Bohdan Ulihrach (6-4 6-1), il vainc par la suite Younès El Aynaoui en quarts sur un score serré (5-7 6-3 6-4). Tommy Haas forfait en demi-finales, il bat en finale Juan Ignacio Chela (5-7 6-2 6-2). Il obtient la même année un second titre à Stockholm. Il vainc Robin Söderling au premier tour sur un score sec (6-2 6-1), puis Michaël Llodra (6-4 6-3). Par la suite, il vient à bout de Raemon Sluiter (4-6 6-3 6-4). Tommy Robredo lui prenant un set aussi, mais Paradorn Srichaphan finissant par l'éliminer (6-4 6-7 6-1). Il obtient son second titre face à Marcelo Ríos (6-7 6-0 6-3 6-2).

### 2003: Nouveaux titres, nouvelle finale et 1/8 de finale à Wimbledon et l'US Open
Il commence l'année avec un titre au tournoi de Madras à Chennai. En janvier, il obtient son nouveau titre. Pour cela, il vainc Jan Vacek 7-5 6-2, puis John van Lottum sur un score de 6-2 6-4, Sargis Sargsian sur un double 6-4, puis Jean-René Lisnard (6-2 6-1); il obtient son titre face à Karol Kučera sur un score sévère de 6-3 6-1. Onzième tête de série à l'Open d'Australie, il est sorti par Mark Philippoussis au deuxième tour.
À Wimbledon où il est 12e tête de série, il bat Dominik Hrbatý 6-3 6-4 4-6 3-6 6-3, puis il vainc Olivier Mutis alors qu'il est mené 4-6 1-6. Il aligne par la suite un jeu surprenant concluant le match par 7-6 7-5 7-5. Puis il passe le tour suivant face à Rafael Nadal plus facilement sur un score de 6-4 6-4 6-2. Il arrive au tour suivant en perdant face à Andy Roddick malgré une bonne résistance (3-6 6-3 4-6 2-6).
Il participe la même année il arrive jusqu'en demi-finale à Miami éliminé par l'Espagnol Carlos Moyà, après avoir éliminé José Acasuso, Ievgueni Kafelnikov, puis profite du forfait de Marcelo Ríos. Par la suite, il vainc Todd Martin en quarts. À Washington, il arrive en quarts éliminé par Tim Henman futur lauréat. Il conserve son titre à Long Island. Durant ce tournoi il bat Nikolay Davydenko, Sargis Sargsian, Jeff Morrison, Nicolas Kiefer. Il bat en finale James Blake (6-2 6-4). La même année il compte aussi une finale perdue face à Andy Roddick à Indianapolis.
À l'US Open, il réitère son parcours de Wimbledon, 11e tête de série; il vainc Cyril Saulnier (2-6 6-2 6-3 7-6), puis il vient à bout de Dominik Hrbatý (6-4 6-4 6-3). Par la suite, il passe Fernando Verdasco (6-3 6-4 6-3). Il se fera éliminer par l'australien Lleyton Hewitt malgré une bonne résistance (6-4 2-6 4-6 2-6).
Les 12 mai 2003 et 4 août 2003, il sera classé 9e mondial, une première pour un joueur asiatique. Il est le premier et seul thaïlandais a passé le top 10 mondial jusqu'à présent. Il termine l'année 2003 à la onzième place mondiale. Le meilleur classement tenu par un joueur thaïlandais en fin d'année. De plus, à la suite de cet unique résultat face à Rafael Nadal, il est l'un des rares joueurs à avoir un bilan positif face au joueur espagnol.

### 2004 - 2005: 1/8 de finale en Australie, quelques bons résultats, dernier titre ATP en 2004 et 1/8 de finale en majeur en double à Roland Garros

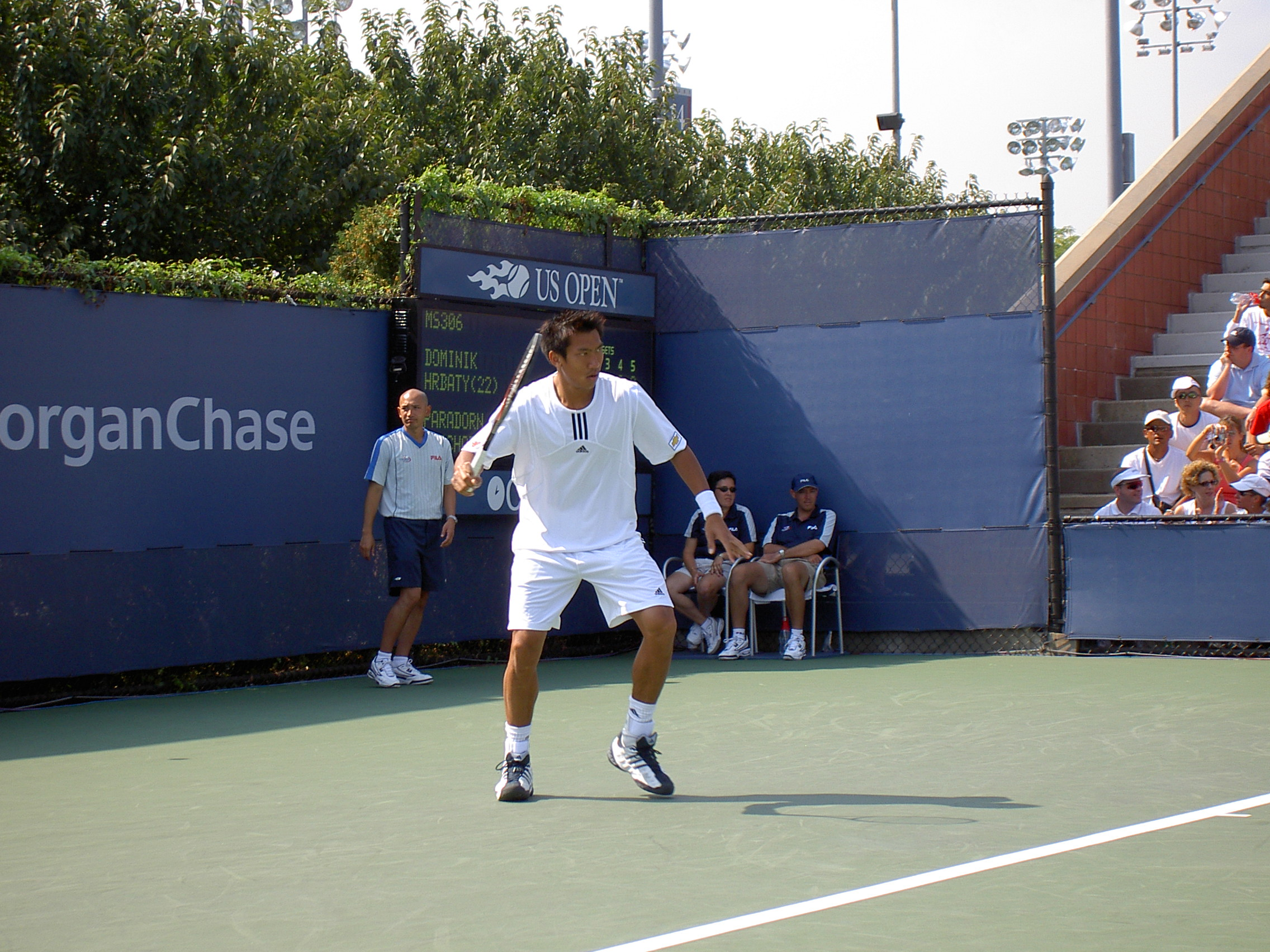
Paradorn Srichaphan à l'US Open de 2004

En 2004, Il atteint de nouveau les huitièmes de finales à l'Open d'Australie cette fois, en tant que 13e tête de série. Il vainc José Acasuso (7-5 6-4 6-0), puis Jérôme Golmard (6-3ab.). Par la suite, il bat la 19e tête de série Gustavo Kuerten (6-3 7-5 6-4). Il arrive par la suite face à Andre Agassi qui l'élimine sur un score de 7-6 6-3 6-4.
il doit attendre Indianapolis pour enfin passer jusqu'en quarts de finale où il est battu par Nicolas Kiefer.
Cette même année, il parvient en finale à Chennai pour la seconde fois consécutive, mais cette fois, Carlos Moyà l'élimine en finale. Durant ce tournoi, il vainc via le score de 6-1 6-3 l'espagnol Albert Montañés, puis sur un double 6-2, il vient à bout du joueur israélien Harel Levy. Par la suite, il bat Igor Andreev sur un score de 6-3 7-6. Il perd son premier set (1-6 7-6 7-5) face à un autre espagnol, la tête de série numéro 4 Tommy Robredo en demi-finale.
Il obtient son dernier titre à Nottingham. Il y élimine Gilles Elseneer (6-3 7-5)Wayne Ferreira (4-6 6-3 7-5). Puis il vainc Hicham Arazi plus facilement (6-3 6-4). En demi-finale, il vainc Robin Söderling sur un double 6-2. Il obtient son dernier titre face à Thomas Johansson (1-6 7-6 6-3).
En 2005, il arrive deux fois en finale. Il est éliminé par Carlos Moyà, au tournoi de Chennai où il échoue pour la troisième fois consécutive. Et face à James Blake à Stockholm. Il y élimine entre autres la 1re tête de série Thomas Johansson en quarts.
En double, aux internationaux de France, il s'associe à Giorgio Galimberti. Ensemble, ils passent les paires composées de Graydon Oliver - Jared Palmer et la 15e tête de série les Argentins Gastón Etlis - Martín Rodríguez. Mark Knowles et Daniel Nestor (1re tête de série) mettront fin à leur parcours. C'est la seule fois où il passera le 1er tour dans cette discipline.

### 2006 - 2009: Des résultats mitigés, absence et dernier match professionnel et après tennis.
En 2006, il arrive en quarts à  Rotterdam. Il élimine Igor Andreev et Guillermo Coria. Il sera éliminé par van Ljubičić. Lors du tournoi de  Indian Wells, il parvient en demi-finale, pour la première fois dans ce tournoi. Non tête de série, il élimine Wesley Moodie (7-6 6-4), puis la 18e tête de série Robby Ginepri (7-6 6-3), suivi par la tête de série numéro 14 Juan Carlos Ferrero sur un double 6-2, David Nalbandian (6-7 6-3 6-2) alors tête de série numéro 4, et Jarkko Nieminen 22e tête de série (7-6 3-6 7-6). Roger Federer, futur lauréat et 1re tête de série l'élimine sur le score de 6-2 6-3.
Malgré ses bons résultats passés à  Nottingham, il échoue là aussi en quarts de finale face au futur lauréat Richard Gasquet. Il réitère son parcours à  Los Angeles où il est sorti par la numéro un mondial et tête de série numéro 1, Andre Agassi (6-2 4-6 6-4). Il lui faut attendre Washington pour passer enfin au-delà des quarts de finale. Il est exempté de 1er tour et élimine Paul Goldstein (6-4 3-6 7-5), puis il vainc Wesley Moodie en deux sets (6-3 7-5) et Luis Horna (6-4 7-5). Il échoue face à Andy Roddick (7-6 6-2). À Bâle, il arrive jusqu'en demi-finale. Il vainc Benjamin Becker sur un double 7-6, puis Juan Ignacio Chela sur un score moins serré de 6-4 6-3. Il parvient par la suite à sortir un autre argentin José Acasuso sur le score de 7-6 6-3. Il sera sorti par le Suisse Roger Federer sur un score de 4-6 6-3 6-7.
Dans les tournois majeurs, il est éliminé par Nicolas Kiefer en Australie, James Blake aux internationaux de France et par Augustin Calleri à Wimbledon à chaque fois au premier tour. Jiří Novák l'éliminant à l'US Open au second tour.En 2007, à Pune, il élimine Simone Bolelli (7-6 6-4), mais il doit rendre lees armes face à Stefan Koubek (6-1 6-2). À l'Open d'Australie, il fait face à Dudi Sela à l'Open d'Australie qui l'élimine d'entrée. C'est sa dernière apparition dans un tournoi majeur. Janko Tipsarević l'élimine d'entrée à Indian Wells et Luis Horna à Miami.
Il revient à la compétition en septembre 2009, après un arrêt d'un an et demi pour cause de blessure, il joue et perd un match de double au premier tour du tournoi de Bangkok. C'est son dernier match de joueur professionnel recensé par l'ATP. Sa retraite est annoncée au mois de juin 2010 et une cérémonie est organisée en son honneur lors de l'Open de Thaïlande 2010. Depuis la fin de sa carrière Paradorn Srichaphan essaie de se professionnaliser dans le golf.

## Style de jeu
Srichaphan est connu pour son athlétisme sur le terrain. Il est connu pour être très rapide et flexible, ce qui lui permet de renvoyer des balles à partir de positions improbables et inconfortables. Pour cette raison, il est considéré comme l'un des joueurs les plus divertissants du circuit. Il est également connu pour jouer un style de jeu très plat et puissant. Son coup droit est considéré comme son arme la meilleure et la plus puissante mais son revers est également très fort et son service est très rapide.

## Palmarès

### Titres en simple (5)
| No | Date       | Nom et lieu du tournoi                              | Catégorie   | Dotation  | Surface      | Finaliste          | Score               |          |
| -- | ---------- | --------------------------------------------------- | ----------- | --------- | ------------ | ------------------ | ------------------- | -------- |
| 1  | 19-08-2002 | TD Waterhouse Hamlet Cup, Long Island               | Int' Series | 455 000 $ | Dur (ext.)   | Juan Ignacio Chela | 5-7, 6-2, 6-2       | Parcours |
| 2  | 21-10-2002 | If Stockholm Open, Stockholm                        | Int' Series | 625 000 $ | Dur (int.)   | Marcelo Ríos       | 62-7, 6-0, 6-3, 6-2 | Parcours |
| 3  | 30-12-2002 | Tata Open, Chennai                                  | Int' Series | 355 000 $ | Dur (ext.)   | Karol Kučera       | 6-3, 6-1            | Parcours |
| 4  | 18-08-2003 | TD Waterhouse Cup, Long Island                      | Int' Series | 355 000 $ | Dur (ext.)   | James Blake        | 6-2, 6-4            | Parcours |
| 5  | 14-06-2004 | Nottingham Open by The Sunday Telegraph, Nottingham | Int' Series | 355 000 $ | Gazon (ext.) | Thomas Johansson   | 1-6, 7-64, 6-3      | Parcours |

### Finales en simple (6)
| No | Date       | Nom et lieu du tournoi                | Catégorie   | Dotation  | Surface    | Vainqueur       | Score          |          |
| -- | ---------- | ------------------------------------- | ----------- | --------- | ---------- | --------------- | -------------- | -------- |
| 1  | 31-12-2001 | Tata Open, Chennai                    | Int' Series | 375 000 $ | Dur (ext.) | Guillermo Cañas | 6-4, 7-62      | Parcours |
| 2  | 12-08-2002 | Legg Mason Tennis Classic, Washington | Series Gold | 700 000 $ | Dur (ext.) | James Blake     | 1-6, 7-65, 6-4 | Parcours |
| 3  | 21-07-2003 | RCA Championships, Indianapolis       | Int' Series | 575 000 $ | Dur (ext.) | Andy Roddick    | 7-62, 6-4      | Parcours |
| 4  | 05-01-2004 | Chennai Open, Chennai                 | Int' Series | 355 000 $ | Dur (ext.) | Carlos Moyà     | 6-4, 3-6, 7-65 | Parcours |
| 5  | 03-01-2005 | Chennai Open, Chennai                 | Int' Series | 355 000 $ | Dur (ext.) | Carlos Moyà     | 3-6, 6-4, 7-65 | Parcours |
| 6  | 10-10-2005 | If Stockholm Open, Stockholm          | Int' Series | 775 000 $ | Dur (int.) | James Blake     | 6-1, 7-66      | Parcours |

## Parcours dans les tournois duGrand Chelem

### En simple
| Année | Open d'Australie | Open d'Australie | Internationaux de France | Internationaux de France | Wimbledon       | Wimbledon     | US Open         | US Open        |
| ----- | ---------------- | ---------------- | ------------------------ | ------------------------ | --------------- | ------------- | --------------- | -------------- |
| 1999  | —                | —                | —                        | —                        | 2e tour (1/32)  | I. Kafelnikov | —               | —              |
| 2000  | 2e tour (1/32)   | S. Doseděl       | 1er tour (1/64)          | R. Agenor                | 1er tour (1/64) | T. Henman     | 1er tour (1/64) | À. Corretja    |
| 2001  | 1er tour (1/64)  | A. Popp          | —                        | —                        | 1er tour (1/64) | T. Martin     | 1er tour (1/64) | D. Sanguinetti |
| 2002  | 1er tour (1/64)  | G. Cañas         | 3e tour (1/16)           | A. Di Pasquale           | 3e tour (1/16)  | R. Krajicek   | 2e tour (1/32)  | G. Rusedski    |
| 2003  | 2e tour (1/32)   | M. Philippoussis | 1er tour (1/64)          | D. Hrbatý                | 1/8 de finale   | A. Roddick    | 1/8 de finale   | L. Hewitt      |
| 2004  | 1/8 de finale    | A. Agassi        | 2e tour (1/32)           | À. Corretja              | 1er tour (1/64) | I. Karlović   | 3e tour (1/16)  | D. Hrbatý      |
| 2005  | 2e tour (1/32)   | J. Nieminen      | 1er tour (1/64)          | R. Štěpánek              | 1er tour (1/64) | M. Safin      | 3e tour (1/16)  | D. Sanguinetti |
| 2006  | 1er tour (1/64)  | N. Kiefer        | 1er tour (1/64)          | J. Blake                 | 1er tour (1/64) | A. Calleri    | 2e tour (1/32)  | J. Novák       |
| 2007  | 1er tour (1/64)  | D. Sela          | —                        | —                        | —               | —             | —               | —              |

N.B. : à droite du résultat se trouve le nom de l'ultime adversaire.

### En double
| Année | Open d'Australie | Open d'Australie | Internationaux de France                                                                | Internationaux de France | Wimbledon | Wimbledon                                                                          | US Open | US Open |
| ----- | ---------------- | ---------------- | --------------------------------------------------------------------------------------- | ------------------------ | --------- | ---------------------------------------------------------------------------------- | ------- | ------- |
| 2004  | —                | —                | 1er tour (1/32) S. Humphries \|\| style="text-align:left;" \| J. Björkman T. Woodbridge | —                        | —         | —                                                                                  | —       |         |
| 2005  | —                | —                | 1/8 de finale G. Galimberti \|\| style="text-align:left;" \| M. Knowles D. Nestor       | —                        | —         | 1er tour (1/32) G. Galimberti \|\| style="text-align:left;" \| W. Black K. Ullyett |         |         |
| 2006  | —                | —                | 1er tour (1/32) G. Galimberti \|\| style="text-align:left;" \| T. Johansson W. Moodie   | —                        | —         | —                                                                                  | —       |         |

N.B. : le nom du ou de la partenaire se trouve sous le résultat ; le nom des ultimes adversaires se trouve à droite.

## Parcours dans lesMasters 1000
| Année | Indian Wells           | Miami                   | Monte-Carlo          | Rome                 | Hambourg           | Canada                  | Cincinnati               | Stuttgart puis Madrid       | Paris                  |
| ----- | ---------------------- | ----------------------- | -------------------- | -------------------- | ------------------ | ----------------------- | ------------------------ | --------------------------- | ---------------------- |
| 2000  | —                      | —                       | —                    | —                    | —                  | 2e tour J. Golmard      | —                        | —                           | —                      |
| 2001  | 2e tour L. Hewitt      | —                       | —                    | —                    | —                  | 1er tour T. Henman      | —                        | —                           | —                      |
| 2002  | 2e tour M. Safin       | 2e tour L. Hewitt       | —                    | —                    | —                  | 2e tour G. Cañas        | —                        | 1/4 de finale J. Novák      | 1/2 finale L. Hewitt   |
| 2003  | 1er tour V. Spadea     | 1/2 finale C. Moyà      | 2e tour J. Boutter   | 1er tour J. Nieminen | 1er tour F. López  | 1/8 de finale M. Mirnyi | 1er tour F. López        | 1/4 de finale J. C. Ferrero | 1/8 de finale H. Arazi |
| 2004  | 2e tour T. Haas        | 1/8 de finale V. Spadea | 1er tour J. I. Chela | 2e tour M. Safin     | 1er tour O. Rochus | 2e tour M. Mirnyi       | 1/8 de finale A. Roddick | 1/8 de finale D. Nalbandian | 2e tour T. Henman      |
| 2005  | 3e tour G. Coria       | 2e tour M. Zabaleta     | 1er tour C. Saulnier | 1er tour R. Gasquet  | 1er tour J. Novák  | 1er tour S. Grosjean    | 1er tour G. Coria        | —                           | —                      |
| 2006  | 1/2 finale R. Federer  | 1er tour S. Greul       | 1er tour F. Serra    | 1er tour T. Berdych  | 1er tour C. Rochus | 2e tour X. Malisse      | 1er tour R. Federer      | 2e tour F. González         | 1er tour J. I. Chela   |
| 2007  | 1er tour J. Tipsarević | 1er tour L. Horna       | —                    | —                    | —                  | —                       | —                        | —                           | —                      |

N.B. : sous le résultat se trouve le nom de l’ultime adversaire.

## Distinctions
- Élu Thaïlandais de l'année en 2002[7]

## Vie privée
Il a été, au début des années 2000, le petit copain de la chanteuse de pop thaïlandaise et actrice Tata Young.
Il épouse Natalie Glebova, Miss Univers 2005, le 29 novembre 2007 en Thaïlande.
En 2011, ils annoncent leur divorce.

## Victoires sur des tops 10
2002: Sébastien Grosjean (n°10) Sydney
Andre Agassi (n°4) Wimbledon
Marat Safin (n°4) Tachkent
Lleyton Hewitt (n°1) Tokyo
Tim Henman (n°5) Madrid
Juan Carlos Ferrero (n°3) Paris-Bercy
2005
Guillermo Cañas (n°5) Rotterdam
Nikolay Davydenko (n°6) US Open
2006:
David Nalbandian (n°4) Indian Wells
Nikolay Davydenko (n°5) Berlin